# El Patolito
El Patolito är en ort i Mexiko.   Den ligger i kommunen San José Iturbide och delstaten Guanajuato, i den centrala delen av landet, 210 km nordväst om huvudstaden Mexico City. El Patolito ligger 2 227 meter över havet och antalet invånare är 421.
Terrängen runt El Patolito är kuperad. Runt El Patolito är det ganska tätbefolkat, med 144 invånare per kvadratkilometer. Närmaste större samhälle är San José Iturbide, 9,1 km nordost om El Patolito. Trakten runt El Patolito består i huvudsak av gräsmarker.